# Hemiclepsis marginata
Der Vieräugige Plattegel Hemiclepsis marginata (auch Gesäumter Plattegel genannt) ist eine Art aus der Unterklasse der Egel (Hirudinea). Als Plattegel betreibt er nicht nur Brutpflege für seine Eier, sondern auch für die frisch geschlüpften jungen Egel.

## Merkmale
Die Art erreicht eine Länge bis 3 Zentimeter. Sie besitzt auf der herzförmigen Mundscheibe zwei Augenpaare. Das vordere Augenpaar liegt im Vergleich zum hinteren näher zusammen, die vorderen Augen sind kleiner als die hinteren. Der Rücken weist eine grünliche oder rötlichbraune Färbung auf sowie bis zu 7 Längsreihen aus gelben Flecken und 4 Längsreihen mit kleinen Warzen.

## Vorkommen und Lebensweise
Lebensraum von Hemiclepsis marginata sind meist stehende, seltener auch fließende Gewässer. Die Art kommt in Europa und Asien vor. In Mitteleuropa ist sie dagegen nur selten anzutreffen. Sie saugt Blut an Amphibien und Fischen. Sie kann sich lebhaft bewegen. 
Hemiclepsis marginata ist ein proterandrischer Zwitter und betreibt wie die anderen Mitglieder der Familie der Plattegel Brutpflege. Die Eier werden in gallertartigen Kokons abgelegt, die an die Unterseite der Egel angeheftet werden. Mittels Bewegungen des Hinterkörpers wird ihnen sauerstoffreiches Wasser zugeführt. Die aus den Eiern geschlüpften jungen Egel saugen sich an den Elterntieren fest und werden von diesen noch einige Zeit herumgetragen, bis sie sich selbst ernähren können.

## Erstbeschreibung
Der Egel wurde von Otto Friedrich Müller in seinem 1774 erschienenen Werk Vermium terrestrium et fluviatilium auf Seite 46 im Teil „Helminthica“ beschrieben. Müller nannte ihn Hirudo marginata, die Gattung Hirudo wurde später in zahlreiche andere Gattungen aufgeteilt.

## Belege